# Level Park-Oak Park
Level Park-Oak Park es un lugar designado por el censo ubicado en Calhoun en el estado estadounidense de Míchigan. En el Censo de 2010 tenía una población de 3409 habitantes y una densidad poblacional de 250,85 personas por km².

## Geografía
Level Park-Oak Park se encuentra ubicado en las coordenadas 42°22′16″N 85°16′7″O / 42.37111, -85.26861. Según la Oficina del Censo de los Estados Unidos, Level Park-Oak Park tiene una superficie total de 13.59 km², de la cual 13.42 km² corresponden a tierra firme y (1.22%) 0.17 km² es agua.

## Demografía
Según el censo de 2010, había 3409 personas residiendo en Level Park-Oak Park. La densidad de población era de 250,85 hab./km². De los 3409 habitantes, Level Park-Oak Park estaba compuesto por el 90.38% blancos, el 4.34% eran afroamericanos, el 0.38% eran amerindios, el 0.73% eran asiáticos, el 0% eran isleños del Pacífico, el 1.03% eran de otras razas y el 3.14% pertenecían a dos o más razas. Del total de la población el 2.7% eran hispanos o latinos de cualquier raza.